# Steyr 1491
La serie 91 è un gruppo di autocarri costruiti dall'azienda austriaca Steyr-Daimler-Puch a partire dal 1978 di cui l'esemplare di maggior diffusione fu lo Steyr 1491, disponibile sia in versione civile che militare (la versione M3).
Si tratta di un veicolo da trasporto pesante, disponibile con trazione 6x6 e 6x4, capace di rimorchiare fino a 32 tonn su strada o 15 su terreno vario, con buone doti complessive di carico e mobilità. La capacità di carico su terreno vario, invece è di 10 ton.